# 16 Ursae Majoris
16 Ursae Majoris (16 UMa / c Ursae Majoris / HD 79028 / HR 3648) es una estrella en la constelación de la Osa Mayor de magnitud aparente +5,20.
Visualmente se localiza unos 2° al sur de τ Ursae Majoris.
Se encuentra a 64 años luz de distancia del sistema solar.

## Características
16 Ursae Majoris es una enana amarilla de tipo espectral G0V con una temperatura efectiva entre 5861 y 5907 K.
Su velocidad de rotación es de al menos 6,1 km/s.
2,9 veces más luminosa que el Sol, tiene una masa un 11% mayor que la masa solar.
Al igual que el Sol, es una estrella del disco fino de la galaxia.
Más vieja que el Sol, tiene una edad estimada en el rango de 6000 a 7500 millones de años.
16 Ursae Majoris tiene una composición química muy parecida a la del Sol, siendo su índice de metalicidad [Fe/H] = 0,00.
Los niveles de todos los elementos evaluados son muy similares a los solares; únicamente el azufre es ligeramente deficiente en relación con nuestra estrella [S/H] = -0,11.

## Sistema estelar
16 Ursae Majoris es una binaria espectroscópica, es decir, su duplicidad es conocida por el desplazamiento Doppler de sus líneas espectrales.
El período orbital es de 16,23297 días, siendo la órbita muy poco excéntrica (ε = 0,09).
De la compañera estelar solo se conoce su masa, que equivale al 60% de la masa solar.